# Плотнир, Евгений Владимирович
Евгений Владимирович Плотнир (род. 26 июня 1977) — российский легкоатлет, специалист по тройным прыжкам. Выступал на профессиональном уровне в 1998—2012 годах, член сборной России, обладатель бронзовой медали Универсиады, победитель Кубка Европы в помещении, многократный победитель и призёр первенств всероссийского значения, участник ряда крупных международных стартов, в том числе чемпионата мира в Берлине. Представлял Москву. Мастер спорта России международного класса.

## Биография
Евгений Плотнир родился 26 июня 1977 года.
Занимался лёгкой атлетикой в Москве под руководством заслуженного тренера России Вячеслава Фёдоровича Соколова.
Регулярно принимал участие в различных всероссийских соревнованиях начиная с 1998 года.
Будучи студентом, в 2003 году представлял страну на Всемирной Универсиаде в Тэгу, где с результатом 16,82 выиграл бронзовую медаль в зачёте тройного прыжка.
В 2007 году стал серебряным призёром на зимнем чемпионате России в Волгограде, занял восьмое место на чемпионате Европы в помещении в Бирмингеме. На летнем чемпионате России в Туле взял бронзу.
В 2008 году был вторым на зимнем чемпионате России в Москве, одержал победу на Кубке Европы в помещении в Москве, тогда как на чемпионате мира в помещении в Валенсии не прошёл дальше предварительного квалификационного этапа.
В 2009 году завоевал бронзовую награду на зимнем чемпионате России в Москве, стал шестым на чемпионате Европы в помещении в Турине. Позднее выиграл бронзовую медаль на летнем чемпионате России в Чебоксарах, выступил на чемпионате мира в Берлине.
В 2010 году получил серебро на зимнем чемпионате России в Москве, превзошёл всех соперников на летнем чемпионате России в Саранске, отметился выступлением на чемпионате Европы в Барселоне.
Завершил спортивную карьеру по окончании сезона 2012 года.
За выдающиеся спортивные достижения удостоен почётного звания «Мастер спорта России международного класса».